# Wodosówkowate
Hydropsychidae – polska nazwa wodosówkowate, rodzina owadów wodnych z rzędu chruścików (Trichoptera). Larwy zasiedlają rzeki (strefa potamalu). W Polsce do tej pory odnotowano występowanie 14 gatunków z trzech rodzajów. Larwy są filtratorami, budującymi sieci łowne, są potamobiontami. Poszczególne gatunki preferują różne strefy rzeki (różne odcinki w profilu podłużnym). Na przykład Hydropsyche angustipennis najliczniej występuje w rzekach średniej wielkości, głównie w odcinkach wypływających z jezior. W strefie strumieniowej (strefa rhitralu) Hydropsychidae są nieliczne - spotyka się tu Hydropsyche saxonica, H. fulvipes. W rzekach średniej wielkości obecne są: Cheumatopsyche lepida, Hydropsyche siltalai, H. pellucidula. W dolnych odcinkach dużych rzek występują: Hydropsyche contubernalis, H. ornatula, H. bulgaromanorum. Poszczególne gatunki w różnym stopniu wrażliwe są na zanieczyszczenia, stąd często wykorzystywane są jako bioindykatory. Ze względu na fakt, iż są stosunkowo łatwe do identyfikacji i hodowli, często wykorzystywane są w badaniach laboratoryjnych. Larwy wydają dźwięki (strydulują), pocierając wyrostkami pierwszej pary odnóży o chitynowe listewki (wybrzuszenia) umiejscowione na głowie.
Gatunki występujące w Polsce:
- Diplectrona felix
- Cheumatopsyche lepida
- Hydropsyche angustipennis
- Hydropsyche botosaneanui
- Hydropsyche bulbifera
- Hydropsyche bulgaromanorum
- Hydropsyche contubernalis
- Hydropsyche exocellata
- Hydropsyche fulvipes
- Hydropsyche incognita
- Hydropsyche instabilis
- Hydropsyche modesta
- Hydropsyche ornatula
- Hydropsyche pellucidula
- Hydropsyche saxonica
- Hydropsyche siltalai
- Hydropsyche tabacarui

Źródło: Chruściki Polski